# Marek Igaz
Marek Igaz (* 13. září 1986, Trenčín, Československo) je slovenský fotbalový brankář, v současnosti hraje za polský klub GKS Tychy.

## Klubová kariéra
V mládežnických letech hrál na Slovensku za kluby FK Spartak Bánovce nad Bebravou a FK ZTS Dubnica.
Seniorskou kariéru zahájil v českém FC Brumov (2004–2005), pak se vrátil na Slovensko, kde působil v MFK Dubnica a FK Púchov. V lednu 2012 odešel na půlroční hostování do polského třetiligového celku GKS Tychy, kam následně přestoupil.